# Alfredo Biondi
Alfredo Biondi (ur. 29 czerwca 1928 w Pizie, zm. 24 czerwca 2020 w Genui) – włoski polityk i prawnik, parlamentarzysta, minister w kilku rządach, w latach 1985–1986 sekretarz Włoskiej Partii Liberalnej (PLI).

## Życiorys
Z wykształcenia prawnik, praktykował jako adwokat. Zaangażował się w działalność polityczną w ramach Włoskiej Partii Liberalnej. Z ramienia PLI w latach 1968–1972 i 1979–1994 sprawował mandat posła do Izby Deputowanych V, VIII, IX, X i XI kadencji. Od grudnia 1982 do sierpnia 1983 był ministrem bez teki do spraw koordynacji polityki wspólnotowej w rządzie Amintore Fanfaniego. Następnie do lipca 1985 pełnił funkcję ministra bez teki do spraw ekologii w gabinecie, którym kierował Bettino Craxi. Od 1987 do 1994 był wiceprzewodniczącym niższej izby włoskiego parlamentu.
W 1985 został sekretarzem Włoskiej Partii Liberalnej. Ugrupowaniem tym kierował przez rok, kiedy to zastąpił go Renato Altissimo. Następnie pełnił honorową funkcję przewodniczącego PLI. W 1994, w okresie przemian partyjnych związanych z aferami korupcyjnymi (tzw. Tangentopoli), współtworzył ugrupowanie Unione di Centro, które nawiązało współpracę z Forza Italia. Z ramienia FI w tym samym roku został deputowanym XII kadencji. W maju 1994 został ministrem sprawiedliwości w rządzie Silvia Berlusconiego, sprawując ten urząd do stycznia 1995. Mandat poselski odnawiał w 1996 i 2001 na XIII i XIV kadencję. W latach 1996–2006 ponownie zajmował stanowisko wiceprzewodniczącego Izby Deputowanych. Następnie do 2008 zasiadał w Senacie XV kadencji.
W 2004 został przewodniczącym rady krajowej Forza Italia. Nie kandydował w wyborach w 2008. Działał później w powstałym na bazie FI Ludzie Wolności, następnie przeszedł do reaktywowanej Włoskiej Partii Liberalnej, a w 2014 współtworzył ugrupowanie „I Liberali”.
Odznaczony Orderem Zasługi Republiki Włoskiej I klasy (2011).